# FC Atlético Cearense
FC Atlético Cearense is een Braziliaanse voetbalclub uit Fortaleza, de hoofdstad van de staat Ceará. 

## Geschiedenis
De club werd in 1997 opgericht als Centro de Treinamento Uniclinic. In 2008 wijzigde de club de naam in Uniclinic AC. De club speelde van 1999 tot 2002 en van 2004 tot 2008 in de hoogste klasse van het Campeonato Cearense. Na enkele jaren afwezigheid keerde de club in 2016 terug. De club bereikte dat jaar meteen de finale om de titel, die ze verloren van Fortaleza. Hierdoor mochten ze aantreden in de nationale Série D 2016. De club werd groepswinnaar, maar verloor in de tweede ronde van Itabaiana. 
In september 2018 werd de huidige naam aangenomen. In 2019 nam de club deel aan de Série D 2019 en bereikte de tweede ronde, waar ze verloren van Bragantino. Na een vijfde plaats in 2020 kwalificeerde de club zich voor de Série D 2021, waarin ze de halve finale bereikten en zo promotie naar de nationale Série C konden afdwingen. In 2022 eindigde de club oorspronkelijk op een degradatieplaats in de competitie, maar omdat een speler van Icasa opgesteld werd ondanks drie gele kaarten kreeg deze club vier strafpunten waardoor deze club in extremis degradeerde. Later dat jaar degradeerde de club wel uit de Série C. 